# Rogätz
Rogätz település Németországban, azon belül Szász-Anhalt tartományban. Lakosainak száma 2177 fő (2023. december 31.). Rogätz Angern és Loitsche-Heinrichsberg községekkel határos.

## Népesség
A település népességének változása:
| Lakosok száma | 2181 | 2165 | 2152 | 2181 | 2177 |
|               | 2017 | 2019 | 2021 | 2022 | 2023 |